# Теорема Кронекера — Вебера
Теорема Кронекера — Вебера — утверждение в алгебраической теории чисел, согласно которому каждое конечное абелево расширение поля рациональных чисел {\displaystyle \mathbb {Q} }, или, другими словами, каждое алгебраическое числовое поле, чья группа Галуа над {\displaystyle \mathbb {Q} } является абелевой, — является подполем некоторого кругового поля, то есть поля, полученного присоединением корня из единицы к рациональным числам.
Названа в честь Леопольда Кронекера и Генриха Мартина Вебера, Кронекер осуществил основную часть доказательства в 1853 году, в 1886 году Вебер и Гильберт заполнили некоторые логические пробелы. Теорема может быть доказана прямыми алгебраическими построениями, но также является простым следствием результатов теории полей классов.
Для заданного абелевого расширения {\displaystyle K} поля {\displaystyle \mathbb {Q} } можно определить минимальное круговое поле, содержащее {\displaystyle K}. Для заданного {\displaystyle K} можно определить такое наименьшее целое число {\displaystyle n}, что {\displaystyle K} является подполем поля, порождённого корнем из единицы {\displaystyle n}-й степени. Например, для квадратичных полей таким числом является абсолютная величина их дискриминанта.
Вопрос распространения теоремы на произвольное числовое поле — одна из проблем Гильберта (12-я), по состоянию на 2025 год проблема остаётся нерешённой.